# Banisteriopsis malifolia
Banisteriopsis malifolia là một loài thực vật có hoa trong họ Malpighiaceae. Loài này được (Nees & Mart.) B.Gates mô tả khoa học đầu tiên năm 1982.